# Bianca Ponzoni
Bianca Ponzoni (Cremona, 1500 circa – Cremona, 1558) è stata una nobildonna italiana.

## Biografia
Era figlia di Pietro Manna Ponzoni, della nobile famiglia di Cremona.

## Discendenza
Bianca sposò nel 1530 il nobile Amilcare Anguissola (1492-1573), dal quale ebbe:
- Sofonisba Anguissola (1532-1625), pittrice
- Elena Anguissola (1536-1585), pittrice
- Lucia Anguissola (1536/1538-1565-1568), pittrice
- Minerva Anguissola (1539-1566), scrittrice
- Europa Anguissola (1548/1550-1578), pittrice
- Asdrubale Anguissola (1551-1623), musicista
- Anna Maria Anguissola (1555 c.-1611 c.), pittrice